# Chinasprung
Der Chinasprung bezeichnet eine Lauftechnik im Badminton.

## Definition
Der Chinasprung ist eine Lauftechnik zum schnellen Erreichen von Bällen auf der Vorhand. Die Technik wurde in China entwickelt und dient dazu, einen Ball im Sprung zu erreichen. Im Gegensatz zum Umsprung wird die Bewegung jedoch mit dem Bein auf der Schlaghandseite gestoppt, was wegen der leichten Verdrehung des Oberkörpers beim Schlag anatomisch gesehen zwar ungünstig, aber in der Praxis dennoch effektiv ist. Ein Chinasprung kann sowohl parallel zum Netz auf die Vorhand- und Rückhandseite als auch diagonal nach hinten erfolgen. Der Schlag, der während des Sprunges ausgeführt wird, ist jedoch immer ein Vorhandschlag.

## Ausführung
Der Laufweg beginnt in der zentralen Position. Um sich in das Hinterfeld der Vorhand oder das hintere Mittelfeld zu bewegen, beginnt man mit einer Abdruckbewegung des linken Fußes zur rechten Seite. Es folgt darauf entweder ein Sidestep oder ein Überkreuzschritt. Der Absprung erfolgt von beiden Beinen gleichzeitig. Dabei sind die Füße etwa schulterbreit auseinander. Geschlagen wird während des Sprunges. Die Landung erfolgt erneut auf beiden Beinen gleichzeitig und leitet sofort die Gegenbewegung Richtung zentrale Position ein.
Mit dem Chinasprung können auch scharf in die Vorhandecke geschlagene Bälle gut erreicht werden. Nachteile der Lauftechnik sind der hohe Kraftaufwand, der durch die beiden Sprünge entsteht, sowie die verminderte Schlagkraft, da der Oberkörper nicht als Schwungmasse verwendet werden kann.